# Eishockey-Landesliga Bayern 1990/91
Die Eishockey-Landesliga Bayern 1990/91 wurde unter dem Dach des Bayerischen Eissportverbandes (BEV) organisiert und war nach der Bayernliga eine der sechsthöchsten Spielklassen im deutschen Eishockey.

## Saisonverlauf
Die Eishockey-Landesliga 1990/91 war die 43. Ausspielung dieser Liga. Meister und Aufsteiger in die Bayernliga 1991/92 wurde der EV Mittenwald. Die nachfolgenden Platzierungen belegten der SC Ergolding, EC Erkersreuth und TSV Marktoberdorf, die ebenfalls Aufstiegsrecht gehabt hätten. Der Ostgruppensieger SC Ergolding und Westgruppensieger TSV Marktoberdorf hatten auf den Aufstieg verzichtet, weshalb der EC Ulm/Neu-Ulm und der ESV Burgau als Aufsteiger nachrücken konnten. Da der TSV Marktoberdorf an der Meisterrunde nicht teilnahm, stand er bereits vor Rundenstart als Viertplatzierter fest. Am Ende der Saison gab es einen Absteiger und vier Rückzieher.

### Modus
In der Saison 1990/91 wurde mit 35 Mannschaften in vier Hauptrundengruppen eine Einfachrunde gespielt. Nach der Hauptrunde qualifizierten sich die Gruppensieger  für die Meisterrunde und waren zugleich aufstiegsberechtigt für die Bayernliga 1991/92. Am Ende der Saison sollten jeweils die Gruppenletzten absteigen. Abgestiegen sind ein Gruppenletzter und vier Rückzieher.

## Teilnehmer
Nicht mehr dabei waren die Auf- und Absteiger der Vorsaison. Neu hinzukamen die Absteiger aus der Bayernliga und die Kreisligaaufsteiger.

### Hauptrunde
| Gruppe 1 (Nord) | Gruppe 1 (Nord)      |
| Pl.             | Verein               |
| --------------- | -------------------- |
| 1.              | EC Erkersreuth       |
| 2.              | EV Weiden 1b (N)     |
| 3.              | ERC Selb 1b (N)      |
| 4.              | ESV Würzburg (N)     |
| 5.              | SV Hof (N)           |
| 6.              | FC Troschenreuth (R) |
| 7.              | EV Pegnitz 1b (N)    |
| 8.              | ERC Haßfurt 1b (NR)  |
| 9.              | −                    |
| 10              | −                    |
| 11              | −                    |

| Gruppe 2 (Ost) | Gruppe 2 (Ost)        |
| Pl.            | Verein                |
| -------------- | --------------------- |
| 1.             | SC Ergolding (N)      |
| 2.             | EV Bruckberg (N)      |
| 3.             | ASV Dachau (A)        |
| 4.             | ERC Regen             |
| 5.             | EV Aich (N)           |
| 6.             | EV Regensburg 1b (N)  |
| 7.             | ESV Gebensbach (N)    |
| 8.             | ERC Ingolstadt 1b (N) |
| 9.             | −                     |
| 10             | −                     |
| 11             | −                     |

| Gruppe 3 (Süd) | Gruppe 3 (Süd)         |
| Pl.            | Verein                 |
| -------------- | ---------------------- |
| 1.             | EV Mittenwald          |
| 2.             | ESC Holzkirchen (A)    |
| 3.             | EV Berchtesgaden (N)   |
| 4.             | EC Schwaig (A)         |
| 5.             | SC Gaißach             |
| 6.             | EC Thanning (R)        |
| 7.             | EV Fürstenfeldbruck 1b |
| 8.             | MTV Dießen             |
| 9.             | −                      |
| 10             | −                      |
| 11             | −                      |

| Gruppe 4 (West) | Gruppe 4 (West)    |
| Pl.             | Verein             |
| --------------- | ------------------ |
| 1.              | TSV Marktoberdorf  |
| 2.              | EC Ulm/Neu-Ulm (N) |
| 3.              | ESV Burgau         |
| 4.              | VfL Denklingen     |
| 5.              | TSV Haunstetten    |
| 6.              | ESV Türkheim       |
| 7.              | TSV Oberbeuren (A) |
| 8.              | EA Kempten 1b      |
| 9.              | SC Forst           |
| 10              | EV Pfronten 1b (R) |
| 11              | SV Hohenfurch (A)  |

- (A) = Absteiger (N) = Neu in der Liga (R) = Rückzug, Playoffteilnehmer = fett gedruckt
-  Aufsteiger
-  Absteiger / Rückzieher

### Meisterrunde
|    | Mannschaft        | Spiele | Tore  | Diff. | Punkte |
| -- | ----------------- | ------ | ----- | ----- | ------ |
| 1. | EV Mittenwald     | 4      | 29:14 | +15   | 6      |
| 2. | SC Ergolding      | 4      | 17:26 | −9    | 4      |
| 3. | EC Erkersreuth    | 4      | 15:21 | −6    | 2      |
| 4. | TSV Marktoberdorf | −      | −     | −     | −      |

 Bayerischer Landesligameister, Marktoberdorf ist nicht zur Meisterrunde angetreten.